# Esmendes II
Nesibanebdyedet o Esmendes II (nombre helenizado) fue sumo sacerdote de Amón en Tebas (Egipto), y gobernó entre el 992 y el 990 a. C. 

## Biografía
Es uno de los hijos de Menjeperra e Isetemjeb III. Casado con su hermana Henuttauy II tuvo una hija, Nesjons, que será la esposa de su hermano Pinedyem II.
Su corto pontificado dejó pocos vestigios; tampoco aparece en la historia egipcia de Manetón; hay un documento con su nombre, en la venda de una momia.
Le sucede en el pontificado su hermano Pinedyem II.

## Titulatura
| Titulatura | Jeroglífico | Transliteración (transcripción) - traducción - (referencias) |

| R8 | U36 | D1 · Q3 · N35 | M17 | Y5 · N35 | N5 · Z1 | F20 · N35 | E10 | R11 | R11 | A52 |

| R8 | U36 | D1 · Q3 · N35 | M17 | Y5 · N35 | N5 · Z1 | F20 · N35 | E10 | R11 | R11 | A52 |